# TSR Góra Święta
TSR Góra Święta – telewizyjna stacja retransmisyjna z wieżą o wysokości 34 m, znajdująca się w Lubawce, zlokalizowana jest na Świętej Górze. Właścicielem obiektu jest EmiTel sp. z o.o.
22 kwietnia 2013 została zakończona emisja programów telewizji analogowej. Tego samego dnia rozpoczęto nadawanie sygnału trzeciego multipleksu w ramach naziemnej telewizji cyfrowej.

## Transmitowane programy

### Programy telewizyjne – cyfrowe
| Nazwa multipleksu | Częstotliwość | Kanał | Moc promieniowana nadajnika | Polaryzacja | Kompresja wizji |
| ----------------- | ------------- | ----- | --------------------------- | ----------- | --------------- |
| MUX 3             | 506,00 MHz    | 25    | 0,021 kW                    | pozioma     | MPEG-4          |

## Nienadawane analogowe programy telewizyjne
| LP | Program              | Właściciel                                 | Częstotliwość | Kanał | Moc nadajnika | Polaryzacja | Data wyłączenia nadajnika |
| -- | -------------------- | ------------------------------------------ | ------------- | ----- | ------------- | ----------- | ------------------------- |
| 1  | TVP1                 | Telewizja Polska S.A.                      | 703,25 MHz    | 50    | 0,05 kW       | pozioma     | 22 kwietnia 2013          |
| 2  | TVP2                 | Telewizja Polska S.A.                      | 567,25 MHz    | 33    | 0,05 kW       | pozioma     | 22 kwietnia 2013          |
| 3  | TVP Info/TVP Wrocław | Telewizja Polska S.A. oddział we Wrocławiu | 583,25 MHz    | 35    | 0,05 kW       | pozioma     | 22 kwietnia 2013          |